# Sinezona globosa
Sinezona globosa is een slakkensoort uit de familie van de Scissurellidae. De wetenschappelijke naam van de soort is voor het eerst geldig gepubliceerd in 2006 door Geiger.